# Mimmo Liguoro
Mimmo Liguoro (Torre del Greco, 16 luglio 1941) è un giornalista italiano.
È stato redattore capo e conduttore del TG2 dal 1982 al 1995 e del TG3 dal 1995 al 2006.

## Biografia
Ha curato nel tempo diversi spazi di informazione della RAI, tra cui le rubriche di cultura e attualità "Pegaso" (antesignana delle trasmissioni di approfondimento giornalistico fuori dai TG), "Gulliver", "TG3 Cultura e spettacolo", "TG2 Mattina". Negli anni '80, la conduzione dell'edizione di mezza sera del TG2, primo telegiornale collocato in orario serale, tra il TG delle 19,45 e quello notturno. La sua prima conduzione al TG2 avvenne per puro caso: l'allora conduttore Mario Pastore si presentò in redazione assonnato per via di un sonnifero, così il direttore Ugo Zatterin gli affidò il compito della diretta che andò molto bene.
Tra i molti avvenimenti di cui ha realizzato le telecronache: la visita del Presidente USA Bill Clinton ad Anzio, l'elezione di Francesco Cossiga al Quirinale, numerosi congressi dei maggiori partiti italiani e manifestazioni sindacali. Alla conduzione di "Pegaso" seguì le vicende della prima guerra del Golfo fino all'ingresso delle truppe americane in Kuwait. "Pegaso" ottenne il premio regia televisiva.
Ha partecipato a trasmissioni come "Telesogni" e "L'una italiana" e ha firmato servizi di cultura e attualità per tutte le edizioni dei TG. Premio "Pontano" per l'informazione televisiva nel 1982. Particolare attenzione alla vita culturale di Napoli, dal teatro alla letteratura, dalla canzone popolare all'arte figurativa e al cinema. Prima di lavorare per la RAI, era stato redattore, poi capo servizio, dell'agenzia di stampa AdnKronos e aveva scritto per quotidiani come Il Giornale di Calabria diretto da Piero Ardenti e "l'Occhio" diretto da Maurizio Costanzo.
Cultore della canzone napoletana (alla quale ha dedicato vari lavori monografici), ha avuto rapporti di frequentazione e collaborazione con diversi interpreti, tra cui Roberto Murolo, Egisto Sarnelli e Consiglia Licciardi.
Laureato in Giurisprudenza all'Università di Napoli, ha pubblicato tra l'altro: "I posteggiatori napoletani" e "La regina Giovanna II" (Newton Compton); "Storie e poesie di un mascalzone latino", biografia di Pino Daniele (ed. Tullio Pironti); "La storia del Guarracino", prefazione al libro di tavole a colori di Ernesto Tatafiore; "La testa nel pallone", profili in versi di calciatori partenopei dal '50 a Maradona (ed.Colonnese); la vita di Giovanni Capurro, autore della celebre "O sole mio" (ed. Magmata); "Voci dall'inferno" (ed. Pagano); "Partenope coi baffi"(ed. Benincasa); "Elogio del giornalista" ed "Elogio della risata" nella collana dell'editore Tullio Pironti. Sempre per Pironti "Dove sta Zazà?", storia di una canzone e dell'epoca tumultuosa del dopoguerra (premio 'Domenico Rea' 2009 per la saggistica). Ha curato diverse prefazioni, tra cui "Il porto del corallo" di G. Troina e F. Russo (ESA editore) e "Le ville di Napoli" di Yvonne Carbonaro e Luigi Cosenza (Newton Compton).
In pensione nel giugno 2006. Collabora a riviste e pubblicazioni. Insegna Teoria e Pratica del Giornalismo Televisivo nella Scuola di Giornalismo dell'Università di Salerno, e Teorie e Tecniche del Linguaggio Giornalistico nello stesso ateneo.